# Zlatko Papec
Zlatko Papec (17. ledna 1934 – 3. února 2013) byl jugoslávský fotbalista.

## Klubová kariéra
Svou kariéru začal jako levé křídlo v záhřebské Lokomotivě, v době, kdy byl klub pravidelným účastníkem jugoslávské první ligy, a byl součástí nejlepší útočné sestavy v historii klubu po boku Josipa Odžaka, Vladimira Čonče, Vladimira Firma a Draga Hmeliny. Papec nastoupil v letech 1952 až 1955 za Lokomotivu do 57 ligových zápasů, poté byl odveden a nastoupil na vojnu v jugoslávském námořnictvu.
Po odchodu z námořnictva se v roce 1956 připojil k Hajduku Split, kde zůstal až do roku 1964. V tomto období se objevil celkem ve 366 zápasech a vstřelil 167 gólů (z toho 177 utkání a 55 gólů v první lize). V roce 1964 přestoupil do západoněmeckého týmu Freiburger FC, kde se ihned po příchodu etabloval v základní sestavě prvního týmu a během čtyř sezón v klubu odehrál 130 zápasů. V roce 1968 se vrátil do Jugoslávie a na krátkou dobu vstoupil do klubu HNK Rijeka. Na konci 60. let ukončil kariéru, i když se později vrátil na hřiště a v sezóně 1971/1972 krátce působil v druholigovém týmu NK Junak Sinj.

## Reprezentační kariéra
Papec byl v letech 1953 až 1956 šestkrát nominován do jugoslávského národního týmu. Debutoval 14. května 1953 v přátelském utkání proti Belgii na Stadionu Heysel a jeho posledním mezinárodním zápasem bylo přátelské utkání proti Indonésii, které se konalo 23. prosince 1956 v Jakartě. Byl také členem jugoslávského týmu, který se dostal do čtvrtfinále na Mistrovství světa ve fotbale 1954 a byl součástí jugoslávského týmu, který získal stříbrnou medaili na Letních olympijských hrách 1956 v Melbourne.

### Reprezentační góly
Skóre a výsledky Jugoslávie jsou vždy zapsány jako první.
| Gól | Datum              | Místo                                           | Soupeř    | Skóre | Výsledek | Soutěž                    |
| --- | ------------------ | ----------------------------------------------- | --------- | ----- | -------- | ------------------------- |
| 1.  | 28. listopadu 1956 | Olympic Park Stadium, Melbourne, Austrálie      | USA       | 9:1   | Výhra    | Letní olympijské hry 1956 |
| 2.  | 4. prosince 1956   | Melbourne Cricket Ground, Melbourne, Austrálie  | Indie     | 4:1   | Výhra    | Letní olympijské hry 1956 |
| 3.  | 4. prosince 1956   | Melbourne Cricket Ground, Melbourne, Austrálie  | Indie     | 4:1   | Výhra    | Letní olympijské hry 1956 |
| 4.  | 23. prosince 1956  | Gelora Senayan Main Stadium, Jakarta, Indonésie | Indonésie | 5:1   | Výhra    | Přátelský zápas           |